# Dariia Lytvishko
Dariia Lytvishko (ukrainisch Дарія Литвішко; * 15. Oktober 1995 in Luzk, Ukraine) ist eine ukrainisch-deutsche Kirchenmusikerin.

## Leben
Nach einer ersten pianistischen Ausbildung in der Ukraine studierte Dariia Lytvishko ab 2014 Evangelische Kirchenmusik an der Hochschule für Kirchenmusik der Evangelischen Kirche von Westfalen in Herford und schloss mit dem Master of Music für Kirchenmusik ab. Sie wirkt als Kirchenmusikerin bei der Ev.-Luth. Emmaus-Kirchengemeinde in Herford. Neben ihrer kirchlichen Tätigkeit leitet sie seit 2020 den Männerchor Quartettverein Bad Oeynhausen. Nach ihrem Examen 2022  konzertierte sie u. a. in Deutschland (Marktkirche in Neuwied), Frankreich (Oratoire du Louvre), England (Westminster Abbey), Italien (Pantheon) und der Schweiz. Im Juli 2023 eröffnete sie das 31. Internationale Orgelfestival Michelle Leclerc an der Kathedrale von Sens. Im Herbst 2023 führte sie eine Tournee nach Kanada, wo sie u. a. in der Basilika der Unbefleckten Empfängnis in Guelph spielte. Gemeinsam mit der russischen Organistin Olga Zhukova gab sie 2022 zahlreiche Benefizkonzerte für ukrainische Flüchtlinge. Gegenwärtig ist sie zudem Artist in Residence bei der belgischen Orgelvereinigung De Principaal in Gent.

## Kompositionen
- Bleib zu Hause, so rettest Du die Welt!. Lied, Gesang mit Klavier. Text und Musik. 2020.
- Lied der Hoffnung. Lied, Gesang mit Klavier. Text und Musik. 2020.
- Danke, mein Gott. Lied, Gesang mit Klavier. Text und Musik. 2020.[18]
- Easter für Orgel.[19]

## Videografie (Auswahl)
- Andreas Willscher: Toccata.
- John Rutter: Toccata in Seven.
- Louis Vierne: Toccata in b-moll. Mariahilfkirche in München.
- Louis-Nicolas Clérambault: Suite du Deuxième Ton. Cathédrale Saint-Étienne de Sens.